# Mercato Orientale
Il Mercato Orientale, o MOG, è il principale mercato di Genova. Aperto nel 1899, è situato nella centrale via XX Settembre, ha sede nell'antico chiostro del convento annesso alla chiesa della Consolazione, costruito tra il 1684 e il 1706 ma mai terminato.
L'edificio è sottoposto a vincolo da parte della Soprintendenza per i beni archeologici della Liguria.

## Storia

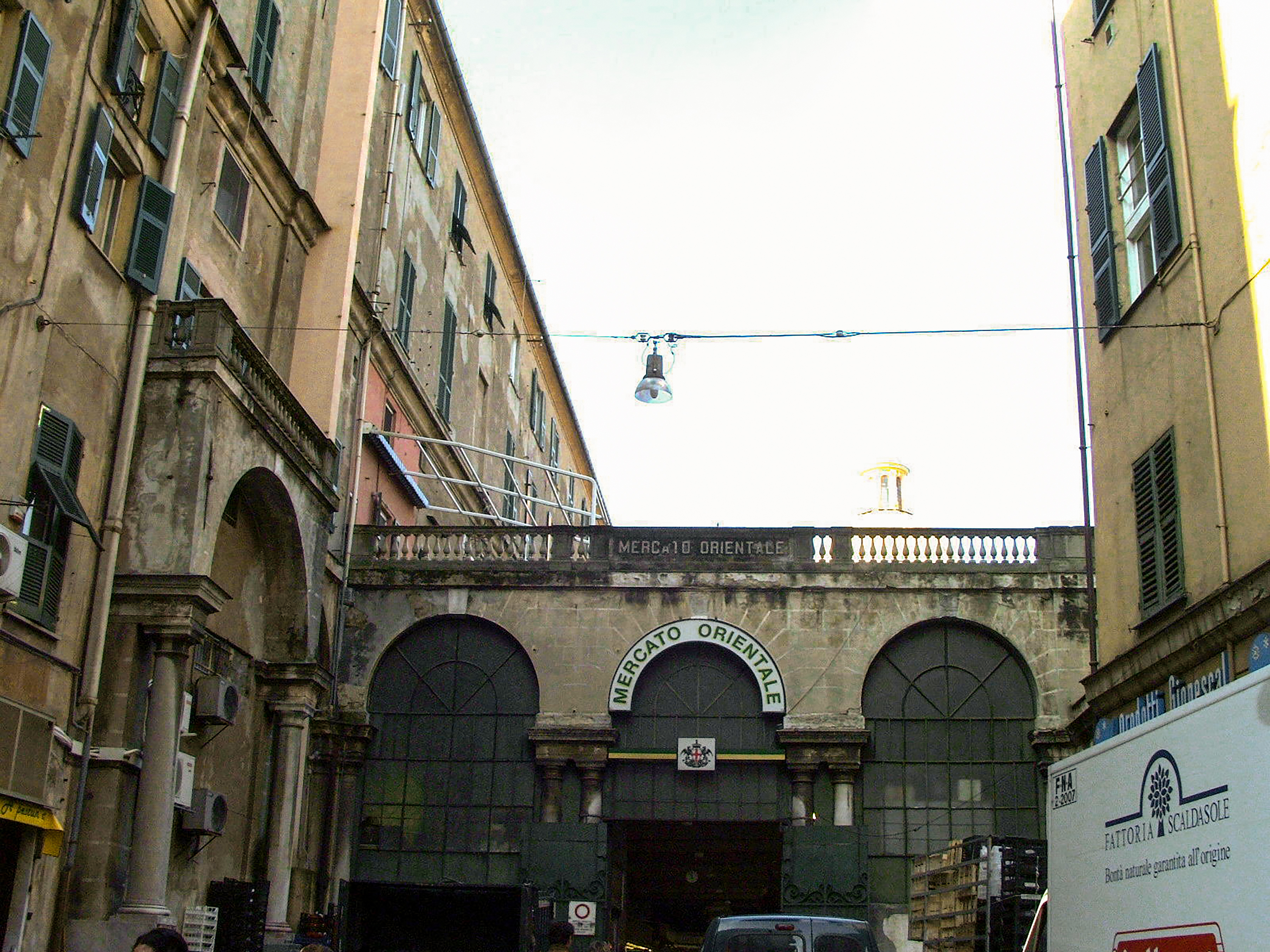
L'ingresso laterale al mercato, da via Galata

La sua apertura venne decisa con la delibera comunale del 21 ottobre 1893 che incaricò gli ingegneri comunali Veroggio, Bisagno e Cordoni per dare una sede stabile al mercato dei prodotti agricoli che arrivavano dalla val Bisagno, che fino ad allora si era tenuto in Piazza De Ferrari.
Il mercato, che deve il suo nome dalla posizione in cui si trovava allora rispetto al centro cittadino (a oriente), occupa l'area del chiostro del convento degli Agostiniani annesso alla chiesa della Consolazione. Del chiostro originario, il mercato comprende i colonnati ai lati posti verso la chiesa e verso la via XX Settembre nonché il portale chiuso sulla piazzetta di accesso al mercato da via Galata, mentre gli altri due lati sono stati completati con la realizzazione del mercato.
Fu il primo edificio costruito a Genova in calcestruzzo armato col sistema Hennebique a cura dell'impresa dell'ingegnere Giovanni Antonio Porcheddu e occupa una superficie di 5500 metri quadrati. Comprende un piano sotterraneo suddiviso in 42 magazzini e un pianterreno formato da un porticato perimetrale colonnato che si sviluppa per circa 360 metri. Il mercato ha cinque accessi, di cui due da via XX Settembre, compreso l'ingresso principale a cinque arcate, due da via Galata e uno da via Colombo. Inizialmente all'aperto, il mercato è stato successivamente coperto da lucernai per aumentare lo spazio interno disponibile. Le decorazioni interne sono in marmo bianco, mentre l'originale pavimento in pietra è stato in seguito coperto in parte da cemento. L'ala dell'edificio prospettante su via XX Settembre ha ospitato per anni gli uffici finanziari, dal 1931 trasferiti nella nuova sede di via Fiume.
I lavori terminarono nel luglio del 1898 e il 2 giugno 1899 il mercato fu inaugurato dal sindaco Francesco Pozzo con una mostra floreale.
Nel dicembre 2017 è stato presentato un progetto per il restauro conservativo e la valorizzazione del piano rialzato dell'edificio, dove è stato realizzato un food market con bar, postazioni per degustare prodotti tipici, scuola di cucina e uno spazio per incontri culturali ed eventi. Il progetto si è aggiudicato il primo premio nella categoria “Nuove modalità dell'abitare e del produrre” nel concorso dedicato alle trasformazioni urbane e al marketing delle città organizzato dall'Istituto Nazionale di Urbanistica e da Urbit. Dopo vari rinvii, la nuova struttura all'interno del mercato è stata inaugurata il 7 maggio 2019. Il nuovo mercato, con ristoranti e stand gastronomici aperti anche in orari serali, è stato inaugurato nell'estate del 2019.